# Muhammad Mahmood Alam
Muhammad Mahmood Alam SJ (em urdu:  محمد محمود عالم‎, em bengali:  মোহাম্মদ মাহমূদ আলম; Calcutá, 6 de julho de 1935 – Carachi, 18 de março de 2013) foi um piloto paquistanês que foi oficialmente creditado pelos paquistaneses com o facto de ter abatido nove aeronaves da Força Aérea Indiana durante a Guerra Indo-Paquistanesa de 1965, incluindo cinco aeronaves Hawker Hunter numa única missão. No entanto, estudiosos têm desmascarado este incidente como uma fantasia. Ele era um piloto de F-86 Sabre, de acordo com os registos do Paquistão, e um general de uma estrela na Força Aérea do Paquistão. Ele foi condecorado com o Sitara-e-Jurat ("A estrela da coragem"), o terceiro maior prémio militar do seu país e uma barra pelas suas acções durante a guerra de 1965.